# Wierzchy (Wołczyn)
Wierzchy  (deutsch Wierschy, 1936–1945 Stoberbrück) ist ein Ort der Gmina Wołczyn in der Woiwodschaft Opole in Polen.

## Geographie

### Geographische Lage
Wierzchy liegt im nordwestlichen Teil Oberschlesiens im Kreuzburger Land. Das Dorf Wierzchy liegt rund sechs Kilometer südlich vom Gemeindesitz Wołczyn, rund 16 Kilometer westlich der Kreisstadt Kluczbork und etwa 41 Kilometer nordöstlich der Woiwodschaftshauptstadt Oppeln.
Das Dorf liegt am linken Ufer des Stobers. Im Süden grenzt das Dorf an den Landschaftsschutzpark Stobrawski.

### Nachbarorte
Nachbarorte von Wierzchy sind im Norden Wąsice (Wundschütze), im Nordosten Markotów Duży (Margsdorf), im Südosten Bogacka Szklarnia (Bodlander Glashütte) und im Westen Szum (Schumm).

## Geschichte

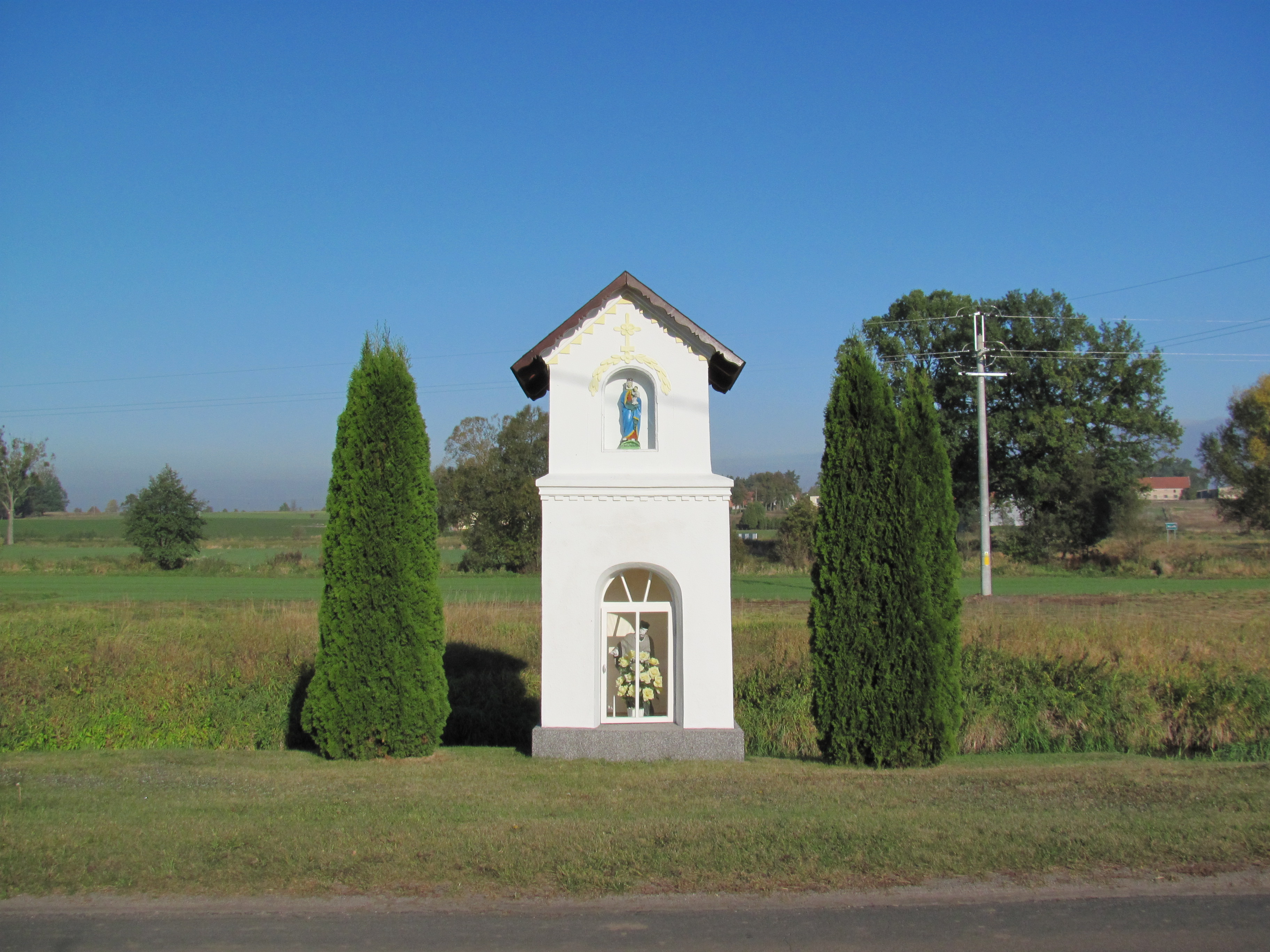
Wegekapelle

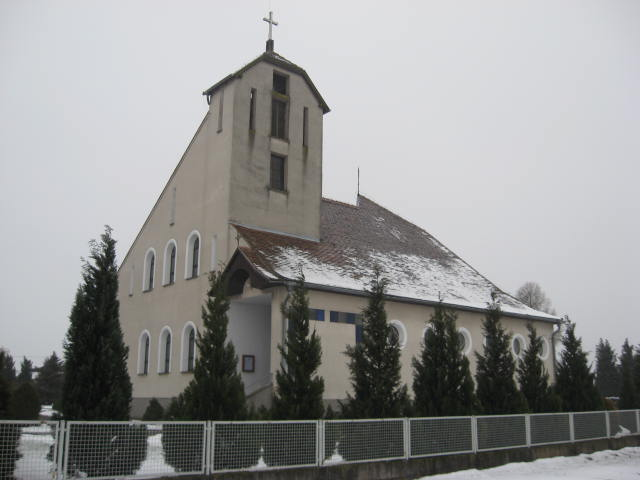
Kirche St. Peter und Paul

Der Ortsname leitet sich von der Lage auf eine Anhöhe ab und bedeutet Dorf auf der Höhe.
1845 bestand das Dorf aus einer katholischen Schule, einem Vorwerk, einer Schäferei und weiteren 41 Häusern. Im gleichen Jahr lebten in Wierschy 372 Menschen, davon 65 evangelisch. 1874 wurde der Amtsbezirk Bodland gegründet, zu dem Wierschy gehörte.
1925 lebten in Wierschy 577, 1933 wiederum 595 Menschen. Zum 27. April 1936 erfolgte die Umbenennung des Dorfes in Stoberbrück. Zum 1. April 1939 wird das Dorf Forstheim in die Gemeinde Stoberbrück eingegliedert. Am gleichen Tag wird außerdem der Amtsbezirk Stoberbrück gegründet. Erster Amtsvorsteher war der Bürgermeister Johann Putzalla. 1939 hatte die Gemeinde Stoberbrück 1218 Einwohner. Bis 1945 gehörte das Dorf zum Landkreis Rosenberg O.S.
Als Folge des Zweiten Weltkriegs fiel Stoberbrück 1945 wie der größte Teil Schlesiens unter polnische Verwaltung. Nachfolgend wurde der Ort in Wierzchy umbenannt und der Woiwodschaft Schlesien angeschlossen. 1950 wurde es der Woiwodschaft Oppeln eingegliedert. 1999 kam Wierzchy zum neu gegründeten Powiat Kluczborski (Kreis Kreuzburg).

## Sehenswürdigkeiten
- Die Wegekapelle wurde in der ersten Hälfte des 19. Jahrhunderts erbaut. Sie besitzt einen quadratischen Grundrisse und einen halbkugelförmigen Hohlraum. Hier befindet sich eine Skulptur des Hl. Johannes Nepomuk.[7]
- Kirche St. Peter und Paul – 1985 bis 1990 erbaut